# كريستوفر إيغيبرج
كريستوفر إيغيبرج (بالنرويجية البوكمول: Kristoffer Egeberg)‏ هو صحفي وكاتب نرويجي، ولد في 1974.